# Henry Bunbury (3e baronnet)
Pour les articles homonymes, voir Henry Bunbury et Bunbury.
Henry Bunbury, 3e baronnet (29 novembre 1676-12 février 1733) de Stanney Hall, Cheshire est un homme politique conservateur britannique qui siège à la Chambre des communes anglaise et britannique pendant 27 ans de 1700 à 1727. Au moment de la succession hanovrienne en 1714, il est un conservateur hanovrien, mais offre plus tard son soutien aux jacobites.

## Biographie
Il est le fils d'Henry Bunbury, 2e baronnet et de son épouse Mary Eyton, fille de Kenrick Eyton. En 1687, âgé de seulement onze ans, il succède à son père comme baronnet. Il fait ses études au St Catharine's College de Cambridge. Le 15 mai 1699, il épouse Susannah Hanmer, seule fille survivante de William Hanmer (le deuxième fils de Thomas Hanmer (2e baronnet) (en)), et ont quatre fils et cinq filles.
Bunbury est haut shérif du Cheshire en 1699. Il est élu député de Chester lors des deux élections contestées en janvier et décembre 1701. Par la suite, il est réélu sans opposition en 1702, 1705, 1708 et 1710. En 1711, il est nommé commissaire du revenu pour l'Irlande. Il est réélu sans opposition en tant que conservateur aux élections générales de 1713 et réélu dans un scrutin à Chester aux élections générales de 1715. Malgré le changement de gouvernement, il occupe initialement son poste irlandais, mais après avoir été retrouvé avec des brochures séditieuses et engagé dans une correspondance jacobite en mai 1715, il est démis de ses fonctions en septembre. Il est réélu aux élections générales de 1722 mais battu en 1727.
Bunbury meurt en 1733 et est enterré à Stoke, Chester quatre jours plus tard. Ses fils Charles et William lui succèdent comme baronnet. Sa fille Isabella épouse le général John Lee et est mère du général Charles Lee.